# Dasychira solitaria
Dasychira solitaria är en fjärilsart som beskrevs av Otto Staudinger 1887. Dasychira solitaria ingår i släktet Dasychira och familjen tofsspinnare. Inga underarter finns listade i Catalogue of Life.